# 東京歯科大学
東京歯科大学（とうきょうしかだいがく、英語: Tokyo Dental College）は、東京都千代田区神田三崎町2-9-18に本部を置く日本の私立大学。1890年創立、1946年大学設置。大学の略称は東歯（とうし）。

## 概説
日本最古の歯科大学である。旧制歯科医学専門学校のうち、戦後廃校にならずに大学に昇格した6校の歯科大学（いわゆる旧六）の1つに数えられる。

## 歴史

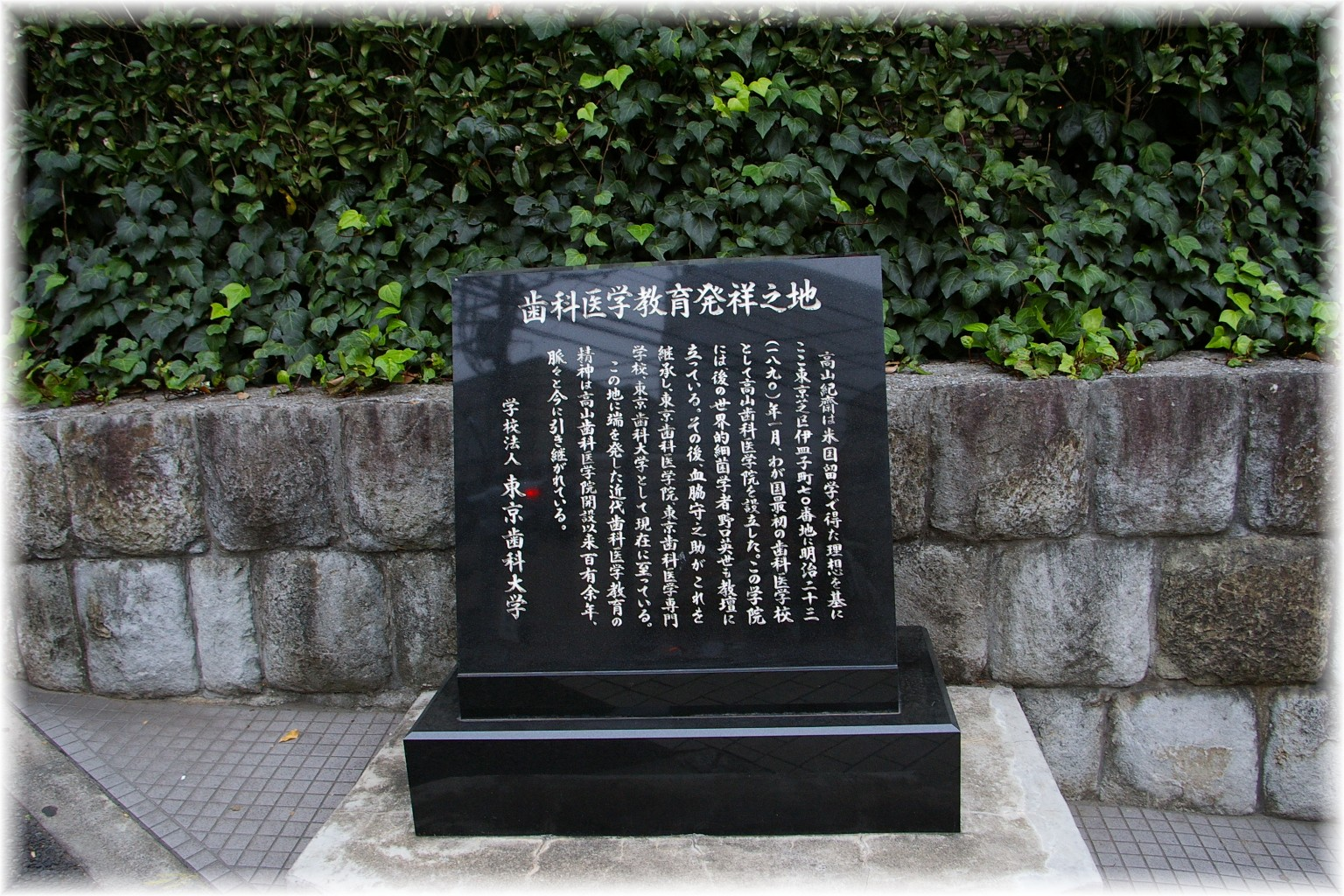
「歯科医学教育発祥之地」

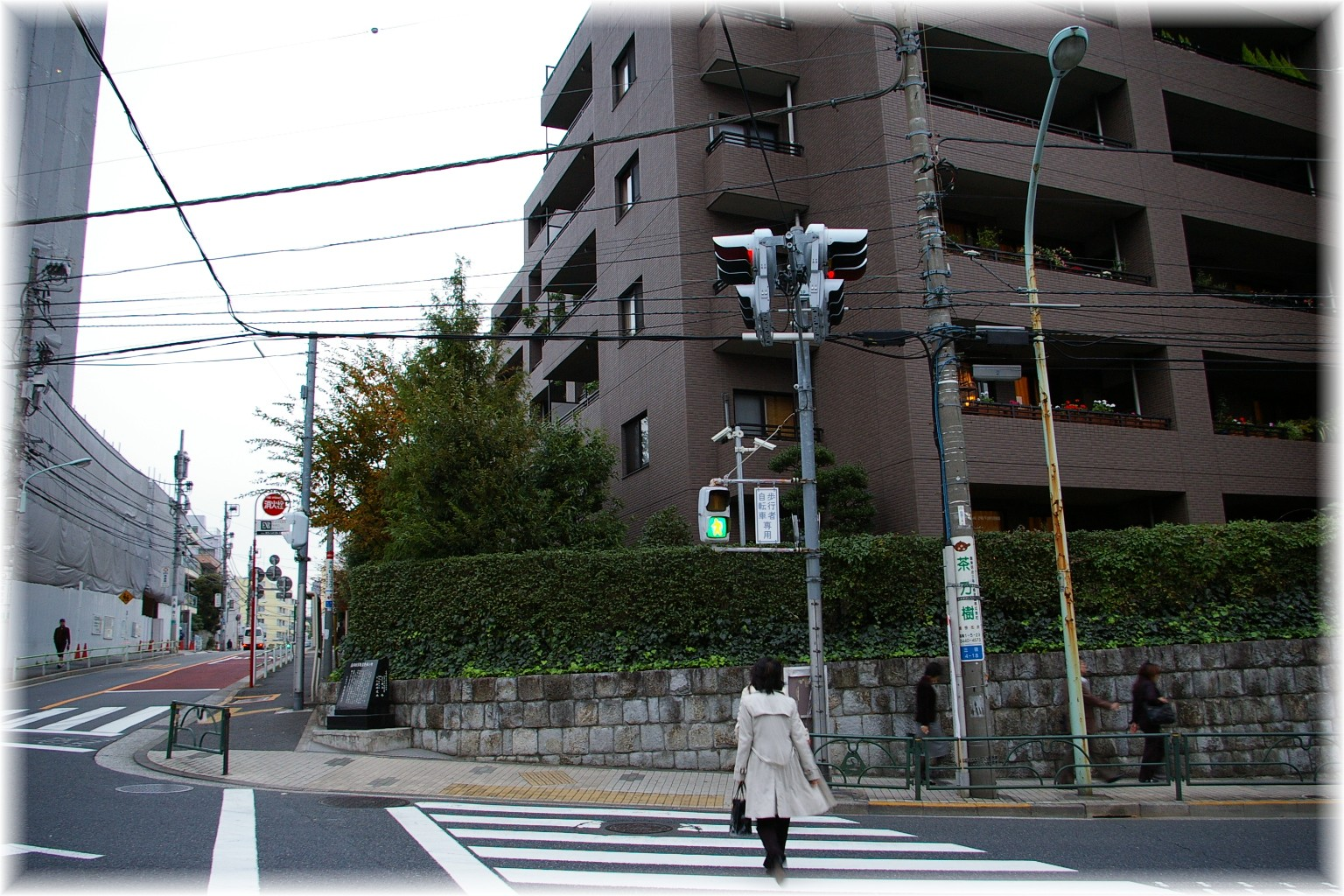
明治時代に高山歯科医学院が所在した辺り

- 1890年 - 高山紀齋によって現在の港区高輪（「月の岬」上の伊皿子坂）に日本で最初の歯科医学校である高山歯科医学院創立
- 1899年 - 高山、血脇守之助に学院の運営を委譲
- 1900年 - 神田小川町に移転の上、高山歯科医学院を東京歯科医学院に改称
- 1901年 - 東京歯科医学院の校舎を神田三崎町に移転
- 1907年 - 東京歯科医学専門学校の設置認可
- 1920年 - 財団法人化
- 1929年 - 水道橋校舎新築落成
- 1946年 - 東京歯科大学（旧制）設置認可
- 1949年 - 東京歯科大学歯科衛生士学校開校
- 1952年 - 新制大学となる
- 1955年 - 東京歯科大学進学課程設置認可
- 1958年 - 大学院開設
- 1981年 - 千葉市真砂に千葉キャンパス設置、学部移転
- 1989年 - 東京歯科大学歯科衛生士専門学校千葉校開校
- 2014年 - 東京都千代田区水道橋にキャンパス設置、学部再移転
- 2017年 - 東京歯科大学短期大学開学
- 2020年 - 東京歯科大学歯学部の慶應義塾大学への統合および法人の合併（2023年4月）について協議を開始[1]
- 2021年 - 2023年4月に予定していた、東京歯科大学歯学部の慶應義塾大学への統合および法人の合併の無期延期を発表[2][3]（合併計画の事実上凍結[4]）

## 教育および研究

### 組織

#### 学部
- 歯学部

#### 大学院
- 歯学研究科

#### 短期大学
- 東京歯科大学短期大学歯科衛生学科

## 附属病院

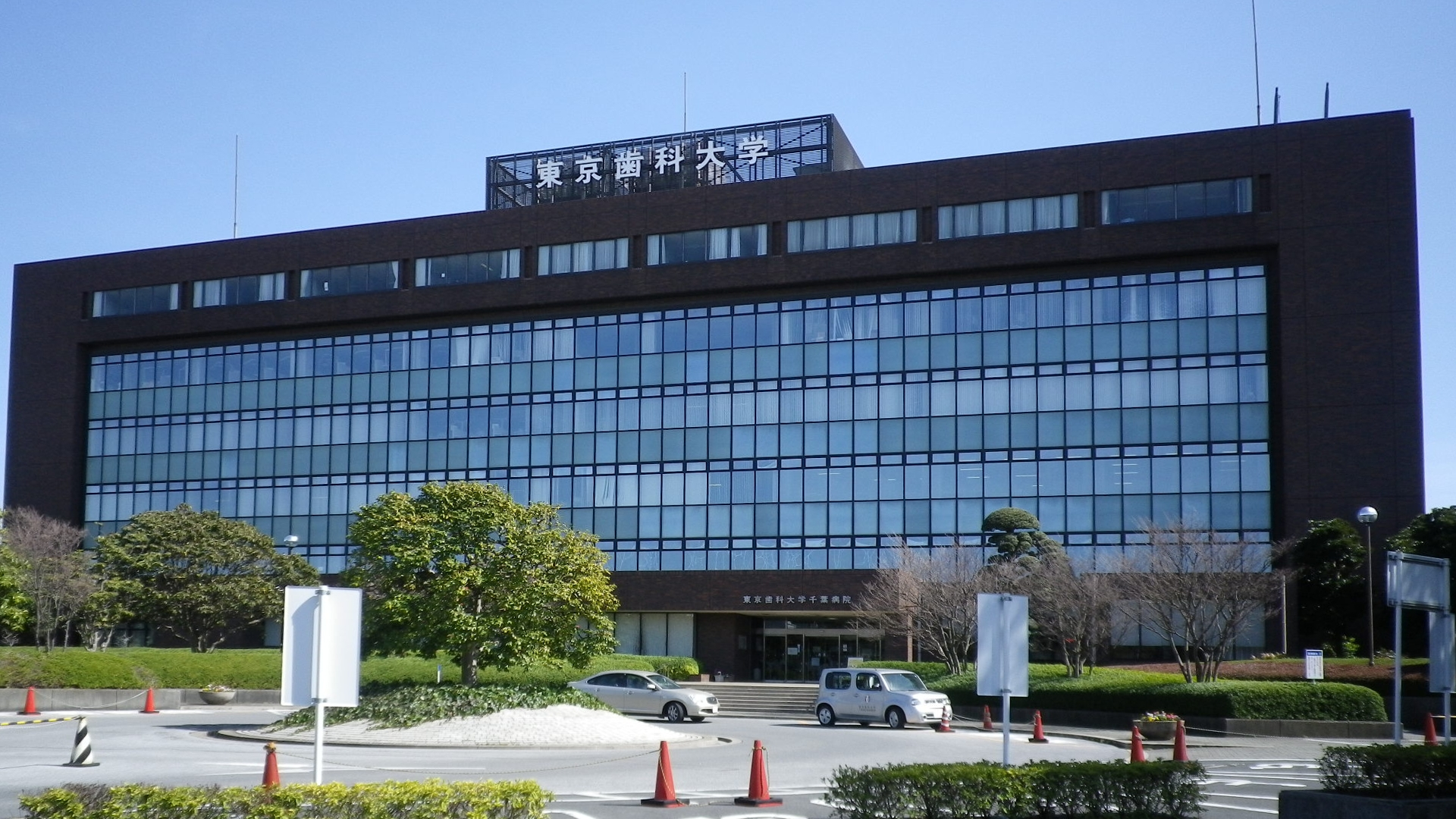
千葉病院

- 千葉歯科医療センター（2018年4月千葉病院から名称変更）
  - 千葉県千葉市美浜区真砂1-2-2
- 市川総合病院
  - 千葉県市川市菅野5-11-13
- 水道橋病院
  - 東京都千代田区神田三崎町2-9-18

## 系列校
- 東京歯科大学歯科衛生士専門学校:2017年度より東京歯科大学短期大学に移行することが決定した。短期大学の設置場所は東京都千代田区神田三崎町2-9-18となっている[5]。

## 関係校
- 東京歯科技工専門学校（廃校）

## 対外関係
連携協定
- 慶應義塾大学医学部
- 大妻女子大学
- 和洋女子大学